# كارول سوتون (رسامة)
كارول سوتون (بالإنجليزية: Carol Sutton)‏ هي رسامة وفنانة أمريكية، ولدت في 3 سبتمبر 1945 في نورفولك في الولايات المتحدة.